# São João do Souto
São João do Souto ist eine ehemalige Gemeinde (Freguesia) im Norden Portugals.

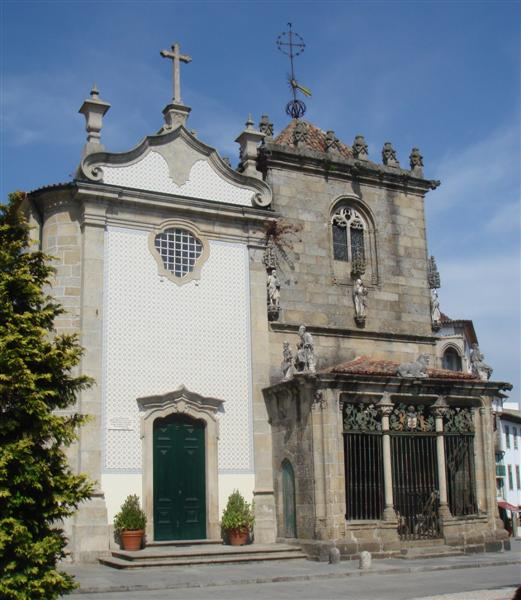
Kirche (pt: Igreja) von São João do Souto

São João do Souto gehört zum Kreis und zum Stadtkern von Braga im gleichnamigen Distrikt Braga. Die Gemeinde hatte eine Fläche von 0,26 km² und 725 Einwohner (Stand 30. Juni 2011).
Am 29. September 2013 wurden die Gemeinden Braga (São João do Souto) und Braga (São José de São Lázaro) zur neuen Gemeinde União das Freguesias de Braga (São José de São Lázaro e São João do Souto) zusammengeschlossen.

## Bauwerke
- Casa e Capela dos Coimbras
- Castelo de Braga
- Hospital de São Marcos
- Igreja do Pópulo
- Convento do Salvador (Braga)
- Casa dos Crivos
- Casa dos Maciéis Aranhas
- Casa dos Paivas ou da Roda